# Montipora turgescens
Espèce
Statut de conservation UICN

 LC  : Préoccupation mineure
Statut CITES
Montipora turgescens est une espèce de coraux appartenant à la famille des Acroporidae.